# Tituly a vyznamenání Filipa VI. Španělského

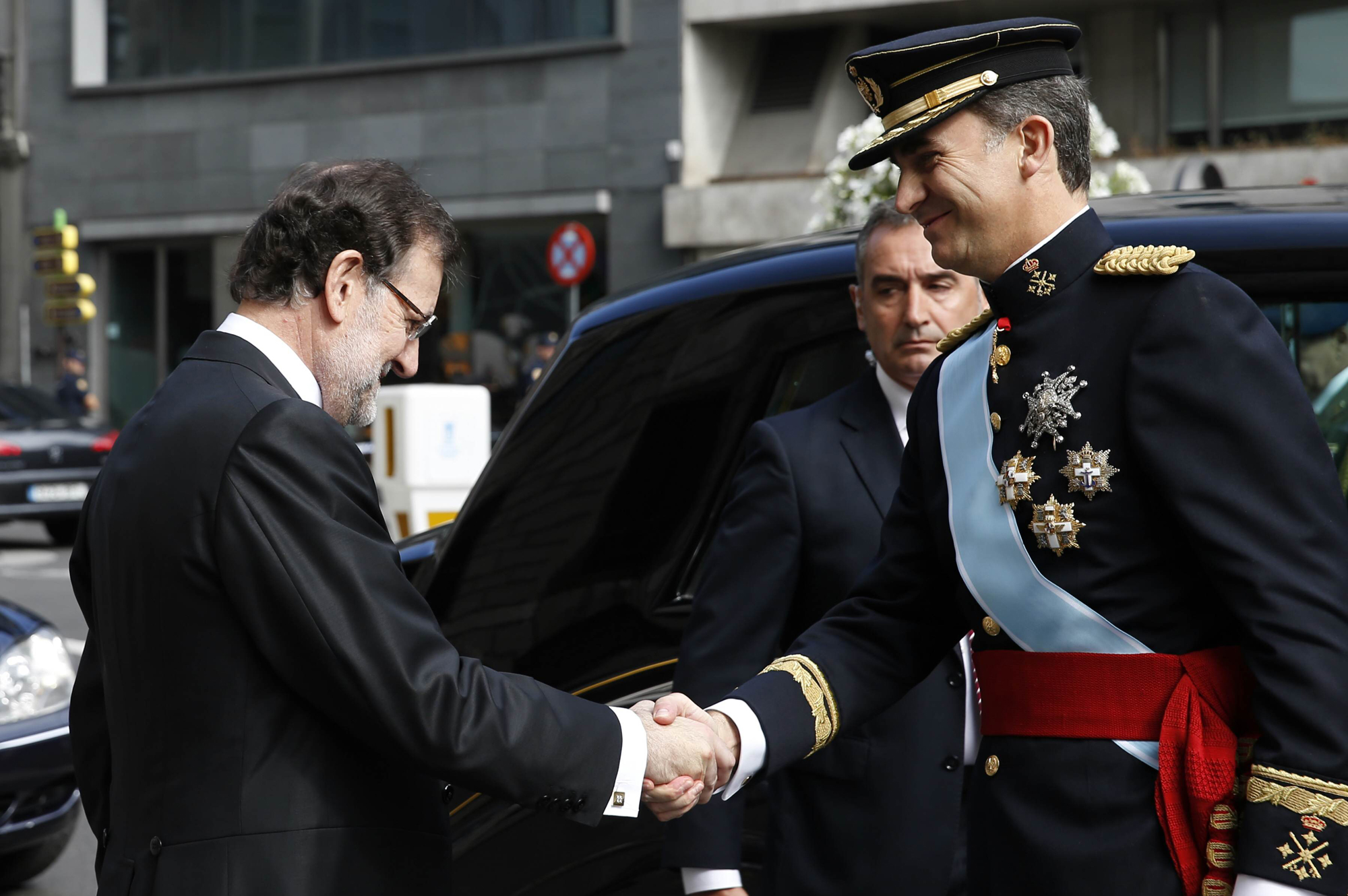
Filip VI. Španělský (vpravo) v uniformě ozdobené španělskými vyznamenáními.

Filip VI. Španělský obdržel řadu titulů a vyznamenání jak před nástupem na španělský trůn tak i jako španělský král. Španělská ústava z roku 1978 vyhrazuje titul španělského krále osobě panovníka. Ten je také jako panovník oprávněn užívat i další čestné tituly a hodnosti. Jako španělský král je také velmistrem řady španělských rytířských a heraldických řádů.

## Tituly a oslovení
- 30. ledna 1968 – 1. listopadu 1977: Jeho královská výsost infant Filip Španělský
- 1. listopadu 1977 – 19. června 2014: Jeho královská výsost kníže asturský
- 19. června 2014 – dosud: Jeho veličenstvo král španělský

### Oficiálně používané tituly
Španělská ústava z roku 1978, v článku II., odst. 56, paragraf 2, vyhrazuje titul španělského krále (rey de España) osobě panovníka. Ten je jako panovník oprávněně užívat i další čestné tituly a hodnosti, které se obvykle vztahují k historickým entitám, tradičně spojených se Španělskou korunou:
- král španělský, kastilský, leónský, aragonský, obojí Sicílie (tj. neapolský a sicilský), jeruzalémský, navarrský, granadský, toledský, valencijský, galicijský, mallorský, sevillský, sardinský, córdobský, korsický, murcijský, menorský, jaénský, algarvský, algecirský, gibraltarský, Kanárských ostrovů, východo- a západoindický a Atlantských ostrovů. (španělsky: Rey de España, de Castilla, de León, de Aragón, de las Dos Sicilias (referido a Nápoles y Sicilia), de Jerusalén, de Navarra, de Granada, de Toledo, de Valencia, de Galicia, de Mallorca, de Sevilla, de Cerdeña, de Córdoba, de Córcega, de Murcia, de Menorca, de Jaén, de los Algarves, de Algeciras, de Gibraltar, de las Islas Canarias, de las Indias Orientales y Occidentales y de las Islas y Tierra Firme del Mar Océano).
- arcivévoda rakouský (Archiduque de Austria);
- vévoda burgundský, brabantský, milánský, aténský a neopatrijský. (španělsky: Duque de Borgoña, Brabante, Milán, Atenas y Neopatria).
- hrabě habsburský, flanderský, tyrolský, rousillonský a barcelonský, (španělsky: Conde de Habsburgo, Flandes, el Tirol, el Rosellón y Barcelona).
- svobodný pán biskajský a molinský (španělsky: Señor de Vizcaya y Molina).
- etc.[p 1]

## Vojenské hodnosti
- Španělská armáda:
  - důstojnický kadet (1/8/1985 – 7/7/1986)[3]
  - alférez (7/7/1986 – 7/7/1989)[4]
  - poručík (7/7/1989 – 30/1/1993)[5]
  - kapitán (30/1/1993 – 1/12/2000)[6]
  - velitel (1/12/2000 – 3/7/2009)[7]
  - podplukovník (3/7/2009 – 19/6/2014)[8]

- Španělské námořnictvo
  - fregatní praporčík (17/7/1986 – 7/7/1989)[9]
  - praporčík (7/7/1989 – 29/1/1993)[10]
  - poručík (29/1/1993 – 1/12/2000)[6]
  - korvetní kapitán (1/12/2000 – 3/7/2009)[7]
  - fregatní kapitán (3/7/2009 – 19/6/2014)[8]
- Španělské letectvo
  - alférez (7/7/1987 – 7/7/1989)[11]
  - poručík (7/7/1989 – 27/7/1992)[12]
  - kapitán (27/7/1992 – 1/12/2000)[6]
    - kvalifikovaný pilot helikoptéry – 402. výcviková letka (18/3/1996 – 26/6/1996)[13]

  - velitel (1/12/2000 – 3/7/2009)[7]
  - podplukovník (3/7/2009 – 19/6/2014)[8]
- Španělské ozbrojené síly
  - generálkapitán (19/6/2014 – dosud)[14]

## Vyznamenání

### Národní vyznamenání

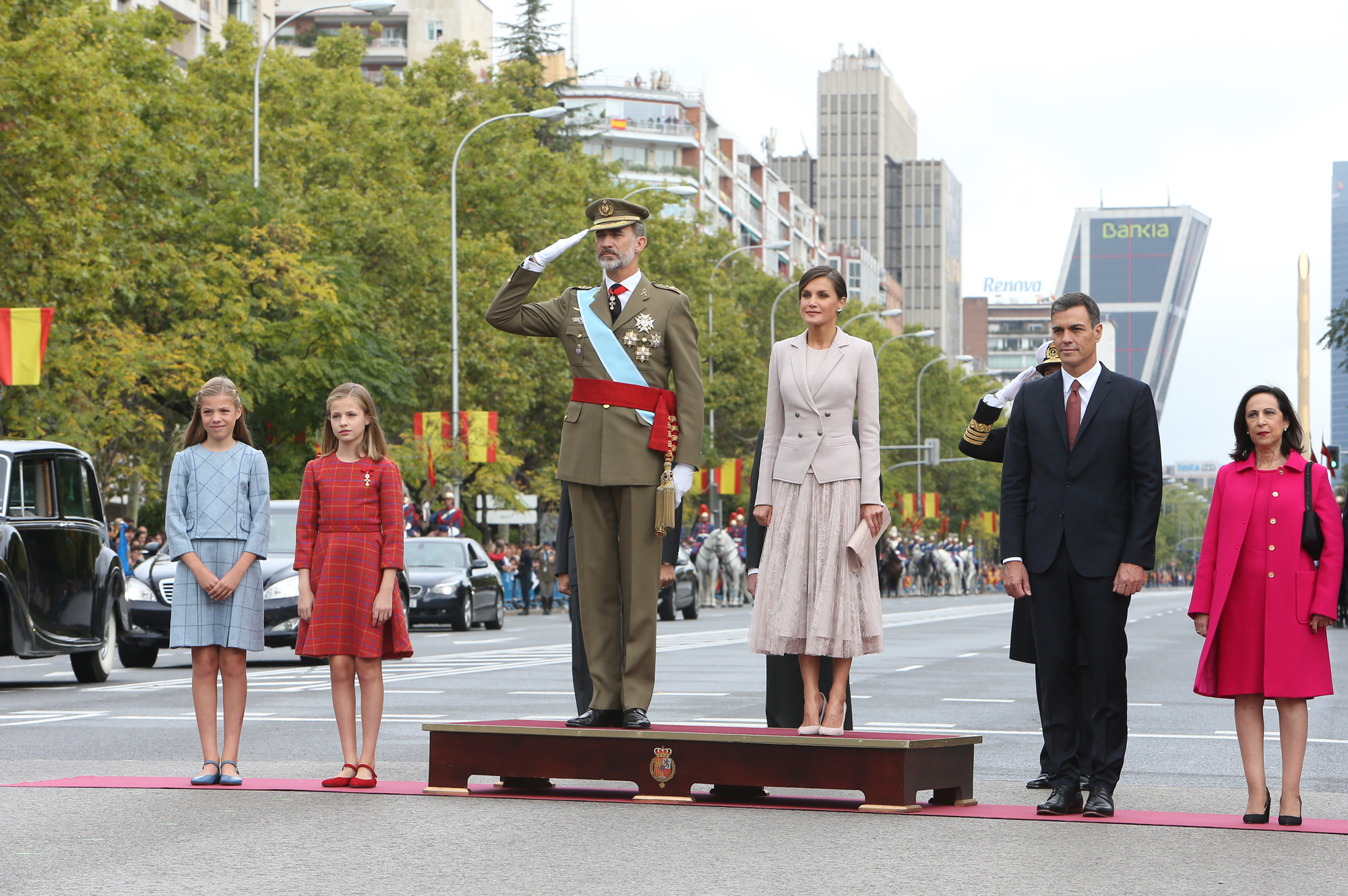
Španělský král Filip VI. Španělský v uniformě s řadou vyznamenání.

Jako španělský král je i velmistrem řady španělských rytířských a heraldických řádu:
- 21. velmistr a 1182. rytíř španělského Řádu zlatého rouna – rytíř 1981[15]
- velmistr a rytíř velkokříže s řetězem Řádu Karla III. – velkokříž s řetězem 1986[16]
- de facto hlava Řádu královny Marie Luisy
- de facto hlava Řádu Cisnerosova
- velmistr Řádu Isabely Katolické
- velmistr Řádu za občanské zásluhy
- velmistr Řádu Alfonse X. Moudrého
- velmistr Řádu svatého Rajmunda z Peňafortu
- velmistr Vojenského řádu svatého Ferdinanda
- velmistr Řádu za ústavní zásluhy
- velmistr a rytíř velkokříže s bílým odznakem Vojenského záslužného kříže – velkokříž 1986[17]
- velmistr a rytíř velkokříže s bílým odznakem Námořního záslužného kříže – velkokříž 1987[18]
- velmistr a rytíř velkokříže s bílým odznakem Leteckého záslužného kříže – velkokříž 1988[19]
- velmistr a velkokříž Vojenského řádu svatého Hermenegilda – velkokříž 1999[20]
- velmistr Záslužného odznaku civilní stráže[21]
- velmistr Řádu calatravských rytířů
- velmistr Řádu svatojakubských rytířů
- velmistr Řádu alcántarských rytířů
- velmistr Řádu rytířů z Montesy

#### Regionální a místní vyznamenání
- Andalusie – Zlatá medaile města Cádiz, 1987[6]
- Andalusie – Čestná medaile, 2021
- Aragón – Medaile Cortes
- Aragón – Adoptivní syn města Zaragoza[6]
- Asturské knížectví – Čestný starosta Ovieda, 14. října 1987[6]
- Baleárské ostrovy – Zlatá medaile La Puebla, Mallorca, 24. července 2006[22]
- Galicie – Zlatá medaile provincie Orense[6]
- Kastilie – La Mancha – Zlatá medaile, 1985
- Kastilie – La Mancha – Čestný starosta města Cuenca, 2008[23]
- Katalánsko – Zlatá medaile města Barcelona, 1992[6]
- Madrid – Zlatá medaile, 2007
- Madrid – Zlatá medaile města Madrid, 2004[24]
- Murcia – Adoptivní syn a zlatá medaile města Murcia, 1987[6]
- Murcia – Adoptivní syn a zlatá medaile San Javieru, 1987[6]
- Valencie – velkokříž Řádu Jakuba I. Dobyvatele, 3. října 2014[25]
- Valencie – Vysoké vyznamenání Generalitat, 3. října 2014[26]

### Zahraniční vyznamenání
- Angola
  -  člen Řádu Agostinha Neta – 7. února 2023
- Argentina
  -  velkokříž s řetězem Řádu osvoboditele generála San Martína – 22. února 2017[27]
  -  velkokříž Květnového řádu za vojenské zásluhy – 9. února 2009[28]
- Belgie
  -  velkokříž Řádu Leopolda – 19. září 1994
- Dánsko
  -  rytíř Řádu slona – 6. listopadu 2023
- Dominikánská republika
  -  velkokříže s řetězem Řádu Kryštofa Kolumba – 24. dubna 1987[29]
- Ekvádor
  -  velkokříž Národního řádu svatého Vavřince – 3. července 2001
- Estonsko
  -  Řád kříže země Panny Marie I. třídy – 5. července 2007[30]
- Filipíny
  -  velkokříž Řádu Lakandula – 3. prosince 2007[31]
  -  velkokříž Řádu Sikatuna – 2. dubna 1995[32]
- Francie
  -  velkokříž Řádu čestné legie – 27. dubna 2009
- Honduras
  -  velkokříž Řádu Francisca Morazána – 27. října 2018
- Chile
  -  řetěz Řádu za zásluhy – 4. června 2001
  -  velkokříž s řetězem Řádu za zásluhy – 29. října 2014
- Itálie
  -  rytíř velkokříže Řádu zásluh o Italskou republiku – 27. června 1996[33]
- Japonsko
  -  řetěz Řádu chryzantémy – 5. dubna 2017
- Jordánsko
  -  velkostuha Nejvyššího řádu renesance – 20. října 1999[34]
- Kolumbie
  -  velkokříž s řetězem Řádu Boyacá – 2. března 2015[35]
- Libanon
  -  velkostuha Řádu za zásluhy – 19. října 2009
- Lotyšsko
  -  velkodůstojník Řádu tří hvězd – 15. října 2004 – udělila prezidentka Vaira Vīķe-Freiberga[36]
- Lucembursko
  -  velkokříž Řádu Adolfa Nasavského – 7. května 2001
- Maďarsko
  -  velkokříž Záslužného řádu Maďarské republiky – 31. ledna 2005
- Maroko
  - člen speciální třídy Řádu Muhammada – 14. července 2014
- Mexiko
  -  řádový řetěz Řádu aztéckého orla – 26. června 2015
  -  šerpa Řádu aztéckého orla – 25. ledna 1996[37]
- Německo
  -  velkokříž Záslužného řádu Spolkové republiky Německo
- Nizozemsko
  -  rytíř velkokříže Řádu dynastie Oranžsko-Nasavské – 8. října 1985
  -  Inaugurační medaile krále Viléma Alexandra – 30. dubna 2013
- Norsko
  -  velkokříž Řádu svatého Olafa – 25. dubna 1995
- Panama
  -  speciální velkokříž Řádu Vasco Núñeze de Balboa – 19. října 1998[38]
- Peru
  -  velkokříž Řádu peruánského slunce – 5. července 2004[39]
  -  velkokříž s diamanty Řádu peruánského slunce – 7. července 2015[40]
  -  velkokříž Záslužného řádu za zvláštní služby – 12. listopadu 2018[41]
- Polsko
  -  velkokříž Řádu za zásluhy Polské republiky – 24. září 2003 – udělil prezident Aleksander Kwaśniewski[42]
- Portugalsko[43]
  -  velkokříž s řetězem Řádu věže a meče – 28. listopadu 2016
  -  velkokříž Řádu věže a meče – 25. září 2006
  -  velkodůstojník Řádu věže a meče – 23. srpna 1996
  -  velkokříž Řádu Kristova – 13. října 1988
  -  velkokříž Řádu avizských rytířů – 22. dubna 1991
  -  velkokříž s řetězem Řádu svobody – 15. dubna 2018
- Rakousko
  -  velká čestná dekorace ve zlatě na stuze Čestného odznaku Za zásluhy o Rakouskou republiku – 1995[44]
- Rumunsko
  -  velkokříž Řádu rumunské hvězdy – 26. listopadu 2007
- Řecko
  -  velkokříž Řádu Spasitele – 25. září 2001
- Salvador
  -  velkokříž se zlatou hvězdou Řádu José Matíase Delgada – 10. března 1997
- Saúdská Arábie
  -  řetěz Řádu krále Abd al-Azíze – 15. ledna 2017[45]
- Spojené království
  -  čestný rytíř velkokříže Královského Viktoriina řádu – 17. října 1988[46]
  -  rytíř Podvazkového řádu – 12. července 2017
- Švédsko
  -  rytíř Řádu Serafínů – 30. dubna 1991
  -  Medaile k 50. narozeninám krále Karla XVI. Gustava – 30. dubna 1996

## Místa pojmenovaná na počest krále
- Španělsko
  - Cáceres: Estadio Príncipe Felipe (Stadion prince Filipa)
  - Oviedo: Auditorio-Palacio de Congresos de Oviedo Príncipe Felipe (Auditorium a kongresový palác prince Filipa v Oviedu)
  - Valencie:
    - Museo de las Ciencias Príncipe Felipe (Přírodovědné muzeum prince Filipa)
    - Centro de Investigación Príncipe Felipe (Výzkumné centrum prince Filipa)

  - Zaragoza: Pabellón Príncipe Felipe (Aréna prince Filipa)

## Další ocenění
- Mezinárodní olympijský výbor: Zlatý Olympijský řád – 18. prosince 2013[47]